# العصر الماسي
العصر الماسي هي رواية خيال علمي للكاتب الأمريكي نيل ستيفنسون،فازت الرواية بجائزة هوغو لأفضل رواية وجائزة لوكوس لعام 1996.